# Plac im. ojca Adama Studzińskiego w Krakowie
Plac im. ojca Adama Studzińskiego – plac, mający kształt trójkąta, położony na terenie Starego Miasta w Krakowie, u podnóża wzgórza wawelskiego pomiędzy kościołem św. Idziego, ulicą Grodzką i ul. św. Idziego.
Od strony zachodniej nad placem góruje Zamek Królewski na Wawelu, po stronie północnej znajduje się kościół św. Idziego i Krzyż Katyński, a po stronie wschodniej budynek dawnego Arsenału Królewskiego w którym obecnie znajduje się Wydział Polonistyki Uniwersytetu Jagiellońskiego a dawniej Instytut Geografii UJ.
Poprzednio nosił nazwę św. Idziego, w listopadzie 2009 r. otrzymał imię ojca Adama Studzińskiego, dominikanina, kapelana w II Korpusie Polskich Sił Zbrojnych na Zachodzie, generała brygady Wojska Polskiego, harcmistrza Związku Harcerstwa Rzeczypospolitej.